# Uh-Oh
Uh-Oh  — песня южнокорейской гёрл-группы (G)I-DLE. Сингл был выпущен 26 июня 2019 года Cube Entertainment в качестве цифрового сингла. Клип на песню также был выпущен 26 июня.

## Предпосылки и релиз
16 июня 2019 года было объявлено, что (G)I-DLE вернутся со вторым цифровым синглом «Uh-Oh».  Тизерные фотографии участниц были выпущены 17 и 18 июня.
Видео-тизеры были выпущены для каждой участниц. 21 июня были выпущены тизеры Юци и Минни, 22 июня были выпущены тизеры Суджин и Шухуа  и 23 июня вышли тизеры Соён и Миён.
24 и 25 июня вышли первые групповые видео-тизер. В интервью журналу Vibe, лидер группы и композитор, Соён упоминает, что «Uh-Oh» был написан до выхода «Senorita». Она написала его, чтобы отчитать людей, которые не верили, что она может стать певицей или кумиром.
Песня была выпущена как цифровой сингл 26 июня 2019 года через несколько музыкальных порталов, включая MelOn и iTunes.

## Промоушен

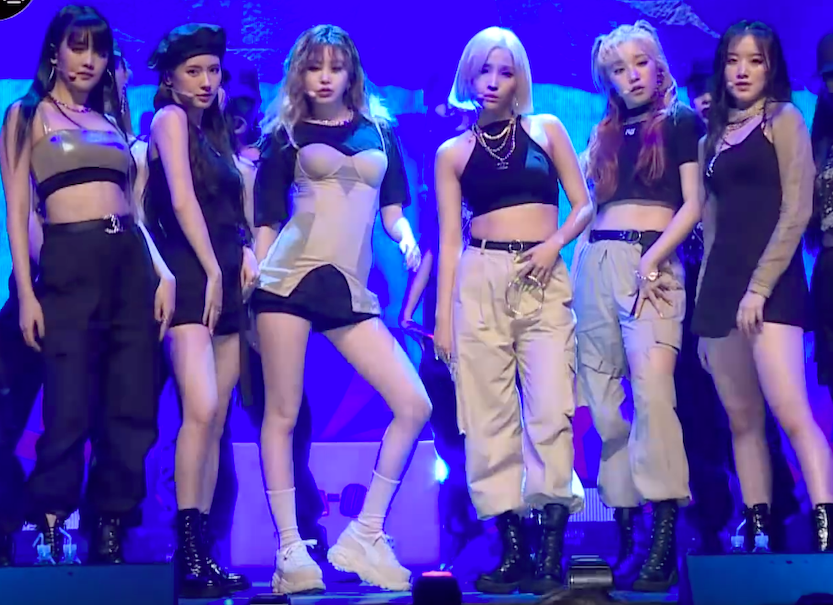
(G)I-DLE на шоукейсе «Uh-Oh»

(G)I-DLE появились на шоу Weekly Idol 26 июня. Группа провела в день выпуска, в зале развлечений Blue Square.
(G)I-DLE начали выступать на музыкальных шоу, начиная с 26 июня через музыкальную программу Show Champion, M Countdown, Music Bankи продолжали продвигать сингл на Inkigayo. (G)I-DLE были показаны в статье Sunday Times UK о том, что в настоящее время их песня нагревается и развивается по всему миру в течение первой недели июля.

## Композиция
Песня написана в жанре бум-бэп 90 (хип-хоп старой школы, стиль производства музыки, который был свойственен Восточному побережью в 1990 годах. Бум-бэп является звукоподражанием главной ударной партии, состоящей из барабана).

## Музыкальное видео
26 июня «Uh-Oh» был выпущен вместе со своим клипом. Хореография былоа поставлена Star System, режиссером стал Digipedi. Тамар Герман из Billboard описывает музыкальное видео, оно показываает уверенную сторону шести женщин, поскольку каждый стих служит мощным хлопком у скептиков. Опираясь на моду 90-х годов для вдохновения, участницы (G) I-dle утверждают себя и свою независимость в различных условиях, начиная от автосалонов в пустыне до клуба, где они заканчивают вещи, скандируя заявления о своем собственном совершенстве и своей любви к своим поклонникам. Ханан Хаддад из E! New заявила, что в видео также были представлены участники, стилизованные под хип-хоп 90-х годов, в комплекте с золотыми цепями. Хореография также отражает мятежную атмосферу песни с большим количеством мощных движений, сопровождаемых жесткими выражениями. Музыкальное видео превысило 5 миллионов просмотров на YouTube в 6:00 вечера 27 июня.

## Чарты

### Еженедельные чарты
| Чарты (2019)                            | Высшая позиция |
| --------------------------------------- | -------------- |
| Singapore (RIAS)                        | 23             |
| South Korea (Gaon)                      | 31             |
| South Korea (K-pop Hot 100)             | 23             |
| US World Digital Song Sales (Billboard) | 7              |

### Ежемесячный чарт
| Чарты (2018)                     | Высшая позиция |
| -------------------------------- | -------------- |
| South Korea (Gaon Digital Chart) | 41             |

## Победы
| Программа          | Дата             | Ссылка |
| ------------------ | ---------------- | ------ |
| The Show (SBS MTV) | 2 июля 2019 года | [ 27 ] |